# 캐논 EOS 450D
캐논 EOS 450D(Canon EOS 450D)는 2008년 1월 23일에 발표된 캐논 주식회사의 컨슈머 디지털 SLR이다. 북미에서는 Digital Rebel XSi, 일본에서는 EOS Kiss Digital X2란 상품명을 가진다. 450D는 캐논 EOS 400D의 후속 모델이다. 대한민국에서는 2009년 3월에 최단 기간 10만대 판매를 돌파하는 기록을 세웠다.

## 달라진 점
- 1220만 화소
- SD/SDHC 카드 사용
- 커진 뷰파인더
- 뷰파인더 안에 ISO 정보 표시
- 향상된 자동 초점
- 라이브 뷰 기능 지원
- 스팟 미터링
- 3.5 fps 연속 촬영
- 향상된 배터리
- 크리에이티브 존에서의 자동 ISO 기능 지원

## 사진

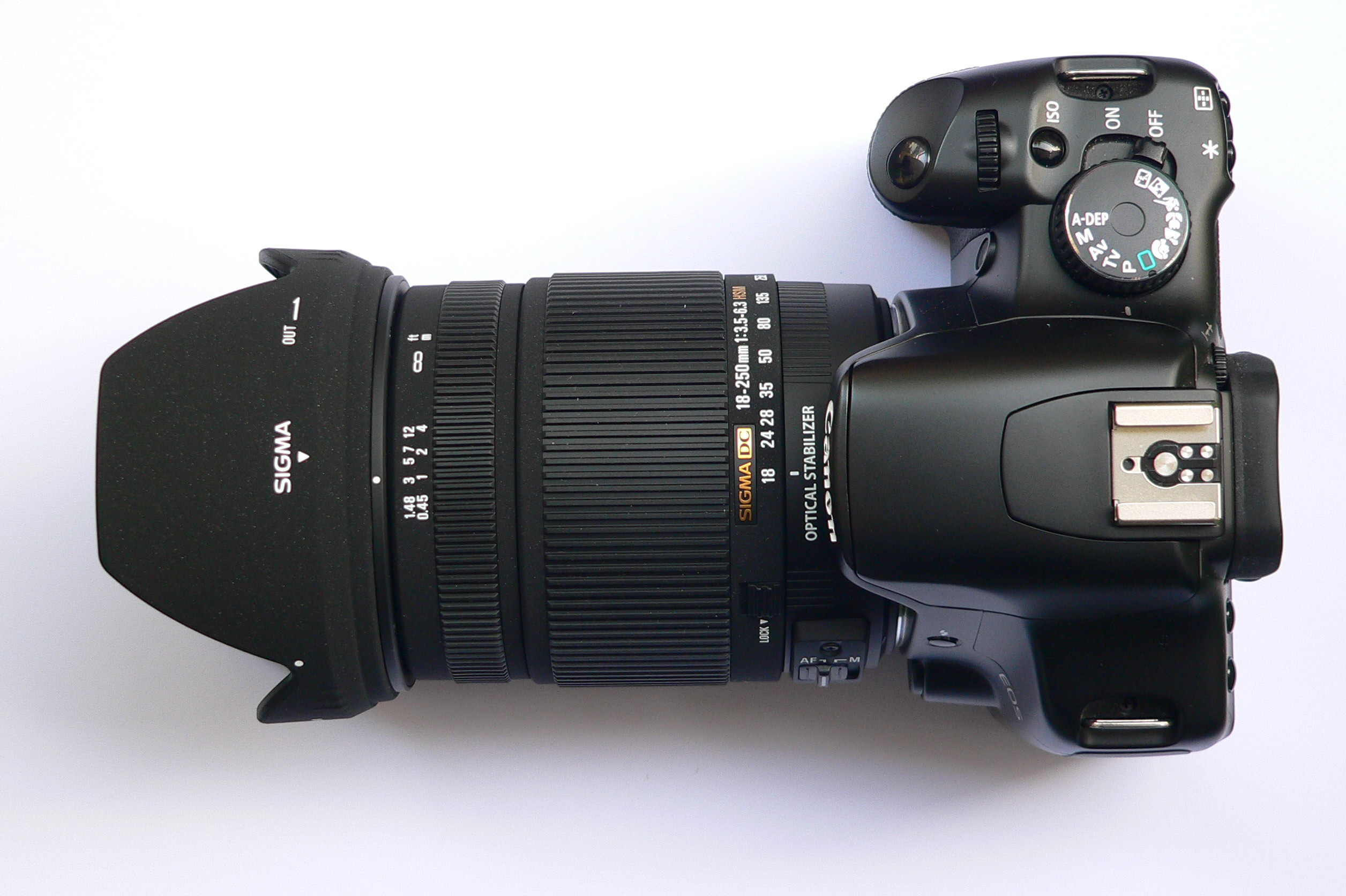
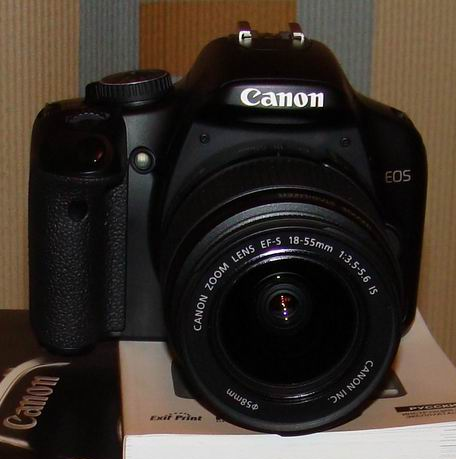
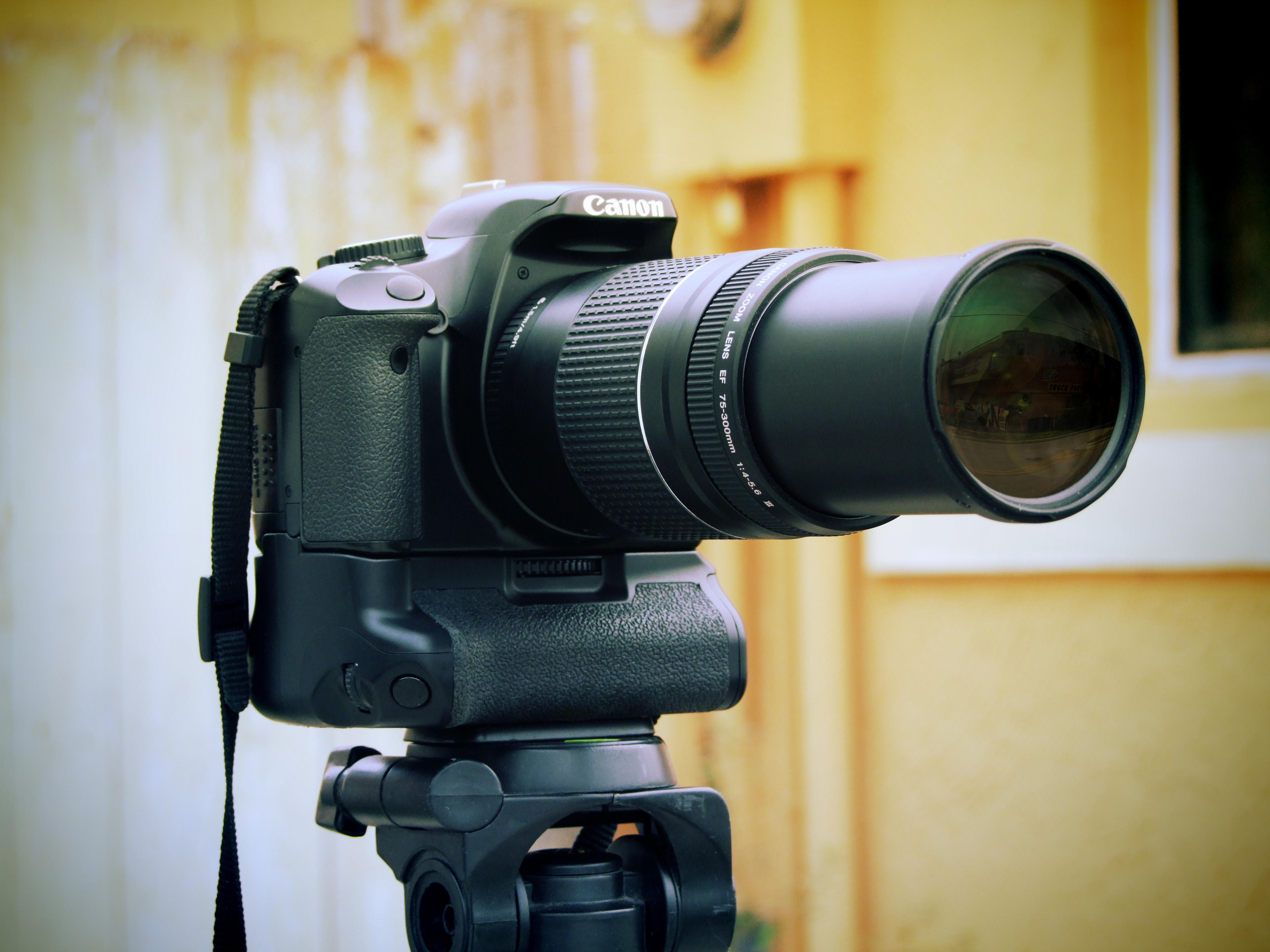
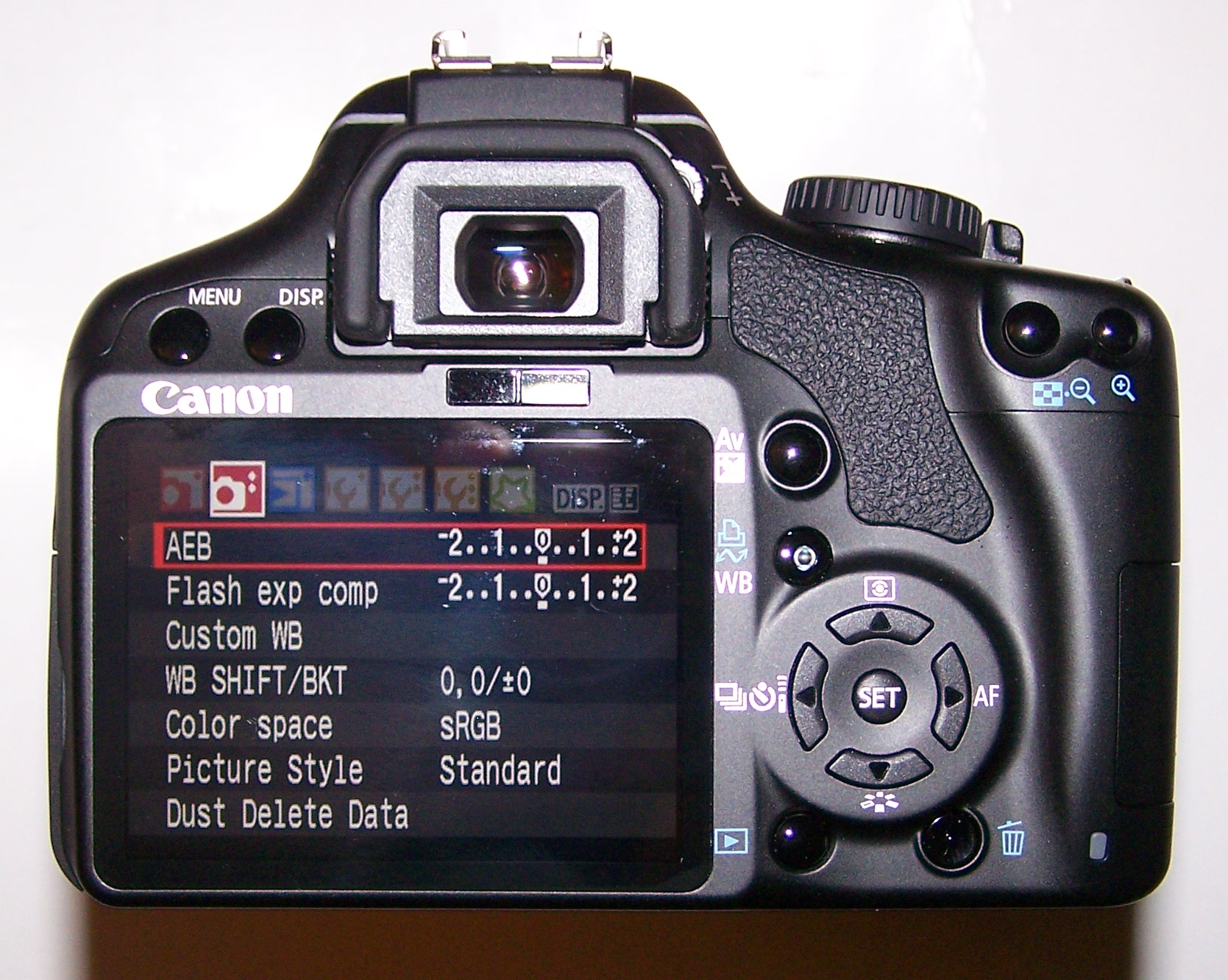
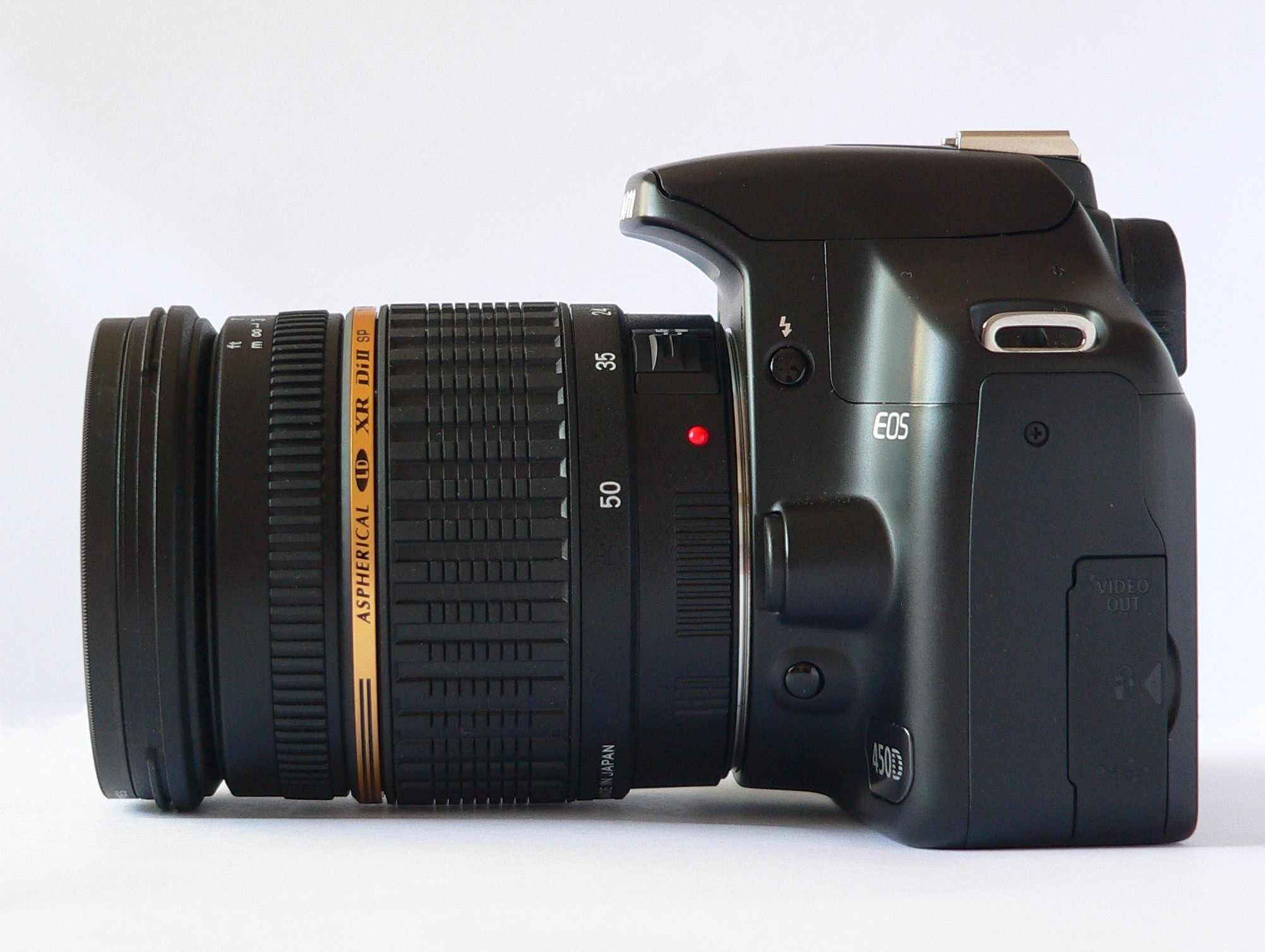

## 같이 보기
- 캐논
- 캐논 EOS
- 캐논 EF 마운트
- 캐논 EF-S 마운트